# Ryszard Kosiński (pisarz)
Ryszard Kosiński – polski pisarz i scenarzysta.

## Biografia
W 1967 Ryszard Kosiński przygotował scenariusz do przedstawienia dla krakowskiego Teatru Estrada na podstawie Lalki Bolesława Prusa, zaś w 1968 do przedstawienia Jagna i Boryna na podstawie Chłopów Władysława Reymonta. Oba przedstawienia wyreżyserował Jerzy Ronard Bujański.
Ryszard Kosiński był w latach 1968–1972 kierownikiem artystycznym Zespołu Filmowego „Plan”. Jest autorem scenariusza zarówno serialu jak i filmu fabularnego opartych na reymontowskich Chłopach. Serial nakręcono w 1972 roku, film kinowy w 1973 roku. W latach 1972–1977 Kosiński był kierownikiem literackim Zespołu Filmowego „Kadr”. W 1973 nagrodę indywidualną za scenariusz do serialu Chłopi przyznał mu przewodniczący komitetu ds. radia i telewizji. Kosiński współpracował również w powstaniu scenariusza do filmowej adaptacji Wesela Stanisława Wyspiańskiego w reżyserii Andrzeja Wajdy.

## Wybrane publikacje
- Brygada ze stali. Wydawnictwo Ministerstwa Obrony Narodowej, 1952, seria: Biblioteka „Prasy”. OCLC 833396798. Brak numerów stron w książce (wraz z Tadeuszem Gutowskim)
- Głowy podwawelskie. Kraków: Wydawnictwo Literackie, 1965. OCLC 177308134. Brak numerów stron w książce